# Specie chimică
O specie chimică este o substanță chimică sau ansamblu compus din entități moleculare identice din punct de vedere chimic, care pot explora același set de niveluri de energie într-o anumită perioadă de timp, caracteristică au definită. Termenul se poate aplica în același timp unui set de unități structurale atomice sau moleculare identice din punct de vedere chimic, într-o dispoziție solidă.

## Tipuri de specii chimice
Câteva exemple de specii chimice (după tip) sunt:
- specia chimică argon este o specie atomică ; formula sa chimică este Ar ;
- specia chimică diazot este o specie moleculară ; formulă sa chimică este cea a unei moelcule diatomice, adică N2;
- specia chimică clorură este o specie ionică; formulă sa chimică este Cl− ;
- specia chimică azotat (nitrat) este o specie moleculară sau ionică; formulă sa chimică este NO−
3 ;
- specia chimică metil este o specie radicalică ; formulă sa chimică este CH3•.